# Adolf Paul Johannes Langenheim
Adolf Paul Johannes Langenheim, genannt Narbengesicht (* 1872 in Fürstenberg; † November 1958 in Tétouan) war ein deutscher Bergbauingenieur und NSDAP-Mitglied.

## Leben
Von 1896 bis 1906 übte Langenheim den Beruf des Ingenieurs der Montanwissenschaften in Amerika und Indien aus. Von 1907 bis 1909 war er Vertreter der Union des Mines Marocaines, der Tochtergesellschaft von Mannesmann in Tanger. Von 1910 bis 1914 war er bei Wm. H. Muller & Co in Den Haag beschäftigt. 1914 wurde er aus Tanger ausgewiesen. Von 1921 bis 1945 war er bei der Sindicato de Exploracion Minera, Madrid, in Tétouan beschäftigt. In der internationalen Zone von Tanger fungierte er als Leiter der NSDAP/AO.
Als am 19. Juli 1936 Luis Bolín Francisco Franco von Santa Cruz de Tenerife nach Tétouan brachte, wurden Langenheim und Johannes Bernhardt zu Adolf Hitler in die Villa Wahnfried gesandt, wo vereinbart wurde, dass die Putschisten der Unión Militar Espanola nach Spanien geflogen werden sollten. Es gibt daher eine Verbindung zwischen ihm und dem Einsatz der Legion Condor im spanischen Bürgerkrieg.
Im Februar 1945 wurde er aus Tétuan ausgewiesen und von März 1945 bis 1946 in Málaga interniert. Auf der Wunschliste der Auszuliefernden des OSS firmierte er als A 198 und wurde als Informant nach Tétouan zurückgesandt. Nach seinem Ableben im November 1958 sandte Francisco Franco ein Beileidstelegramm. Der spanische Generalkonsul in Tétouan, Santiago Sangro y Torres, sowie der deutsche Botschafter in Marokko, Hansjoachim von der Esch, kondolierten der Witwe persönlich.
Adolf Paul Johannes Langenheim war verheiratet und hatte drei Söhne.